# Milionia curosyne
Milionia curosyne là một loài bướm đêm trong họ Geometridae.